# کاندگاما
کاندگاما (به لاتین: Kandegama) یک منطقهٔ مسکونی در سری‌لانکا است که در استان مرکزی (سری‌لانکا) واقع شده‌است.